# Moțoești
Moțoești – wieś w Rumunii, w okręgu Aluta, w gminie Bărăști. W 2011 roku liczyła 103 mieszkańców.